# توماس لهنه اولسن
توماس لهنه اولسن (زاده ۲۹ ژوئن ۱۹۹۱) یک بازیکن فوتبال اهل نروژ است. که در پست مهاجم برای باشگاه فوتبال لیلستروم بازی می کند.
او اولین بازی برای تیم ملی کشورش را مقابل تیم ملی فوتبال هلند در مقدماتی جام‌جهانی فوتبال ۲۰۲۲ انجام داده‌است.